# Albert Charles Auguste Plasschaert

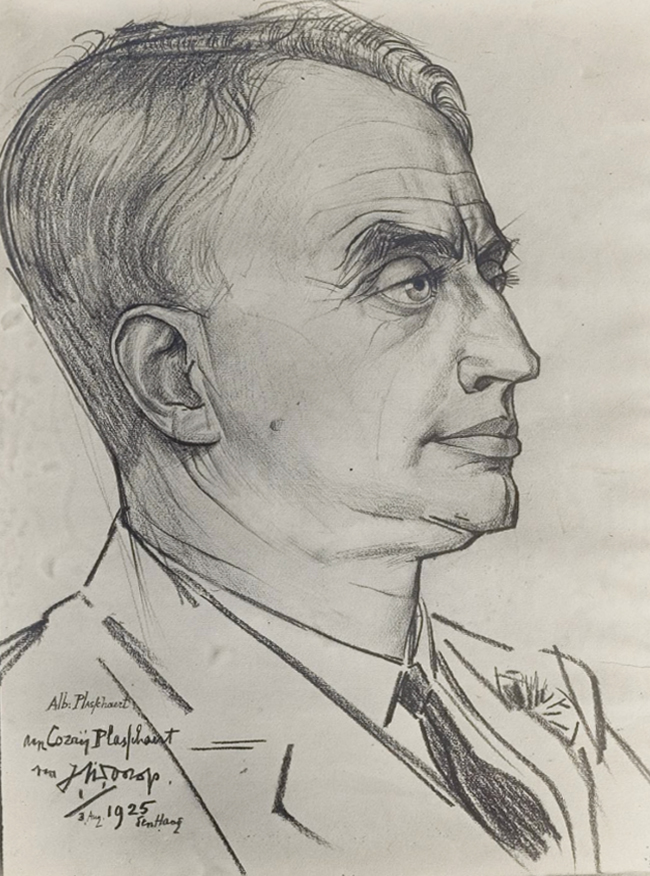
Jan Toorop: Albert Plasschaert (1925)

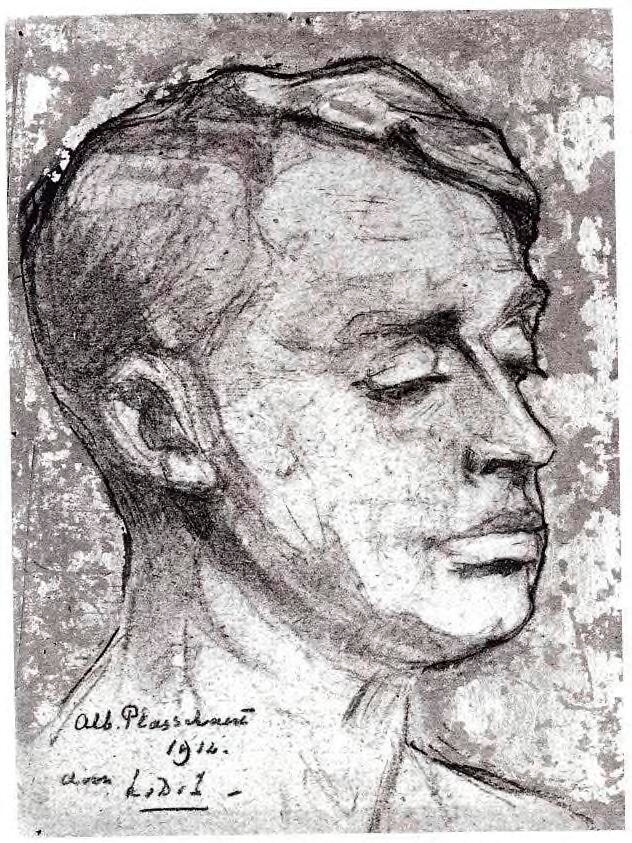
Porträt Plasschaerts von seiner Frau Lucie van Dam van Isselt (1912)

Albert Charles Auguste Plasschaert (geboren am 20. April 1874 in Sas van Gent; gestorben am 9. Mai 1941 in Den Haag) war ein niederländischer Kunstkritiker und Dichter. Er schrieb auch unter dem Pseudonym A. Pelgrym.

## Leben
Albert Plasschaert war der Sohn der Maria Christina Josephina Pauwels und des Augustus Plasschaert, der ein Amt in der Wasserstraßenverwaltung innehatte. Ein Vetter war der acht Jahre ältere Kunstmaler Albert August Plasschaert (1866 bis 1941). Beruf und Werk der beiden gleichnamigen Vettern konnten erst seit 1988 durch die Arbeit von Geurt Imanse, der als Bibliothekar am Stedelijk Museum in Amsterdam arbeitete, besser auseinandergehalten werden.
Nach der Mittelschule besuchte Plasschaert die Polytechnische Schule in Delft und studierte einige Zeit Jura an der Universität Leiden. In dieser Zeit gab er die Kunst- und Literaturzeitschrift De Tuin heraus und entwickelte sich zu einem kenntnis- und damit einflussreichen Kunstkritiker.
Seine Beiträge erschienen in den Zeitungen Het Vaderland und De Groene Amsterdammer und in den Zeitschriften wie De Kunst, De Stem und De Nieuwe Gids. Plasschaert verfasste eine Vielzahl von Kunstbüchern, insbesondere auch zu gegenwärtigen Künstlern.
Plasschaert entwarf Glaskunst für die Koninklijke Nederlandsche Glasfabriek J.J.B.J. Bouvy in Dordrecht.
Plasschaert war dreimal verheiratet, ab 1906 mit Elisabeth Johanna Carolina Gelderman, nach der Scheidung ab 1909 mit der Malerin Lucie van Dam van Isselt und nach einer weiteren Scheidung ab 1922 mit Cornelia Petronella Gevers.
Plasschaert wurde in Belgien zum Offizier im Orden Leopolds II. ernannt.

## Schriften (Auswahl)

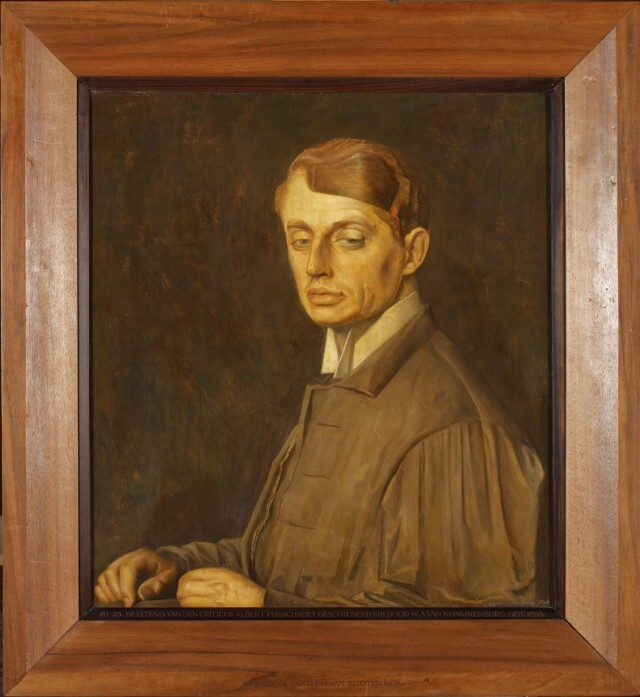
Porträt Plasschaerts von Willem van Konijnenburg (1911)

- Jacob Dooijewaard en zijn Amsterdamsche periode, Amsterdam, 1937
- Bloem en blad, een krans, Nijmegen, 1933
- De schilder H. Wiegersma, Zeist, 1933
- Jan Toorop herdenking, Amsterdam, 1930 (samen met Kees van Hoek)
- Jan Toorop herdenking, Amsterdam, 1929 (samen met Jan Nieuwenhuis)
- Liefde's onrust, Maastricht, 1928
- Vrede, Utrecht, 1928
- mit Just Havelaar: Jan Mankes. Einleitung A. Mankes-Zernike. Wassenaar, 1927
- De nu werkende schilders in Holland, in: Maandblad voor Beeldende Kunsten, 4 (1927), S. 3–8
- Muurschilderingen, Rotterdam, 1926
- Jan Toorop, Amsterdam, 1924
- Johannes Vermeer en Pieter de Hooch, Amsterdam, 1924
- Petrus Theodorus van Wijngaerdt, Utrecht, 1924
- Korte geschiedenis der Hollandsche schilderkunst: van af de Haagsche School tot op den tegenwoordigen tijd, Amsterdam, 1923
- Jacob Maris, Arnhem, 1920
- Het goddelijk liefdespel…,  omstreeks 1920
- Het zien van schilderijen, Arnhem, 1919
- Beschouwingen, vijfdelen, Middelburg, vanaf 1917
- Korte en kortste besprekingen, Haarlem, 1917
- Schilderijen „zien“, Delft, 1912
- Naamlijst van Hollandsche schilders, Amsterdam, 1912
- Opmerkingen en gegevens over schilderkunst. Zwei Teile. Delft, 1910, 1914
- XIXde eeuwsche Hollandsche schilderkunst, Amsterdam, 1909
- Studies en gegevens over schilderkunst 1907, Zeist, 1908
- Floris Verster, en zijn plaats te midden der schilders, geboren omstreeks 1860, Amsterdam, 1904

Unter dem Pseudonym A. Pelgrym schrieb er mehrere Bände Belletristik, darunter: Zestien liedjes, Amori und Zestien kleine verzen.